# フィーバースーパーナイン
フィーバースーパーナインは、1998年5月にSANKYOが発売した、フィーバーパワフルのシリーズ機で夢夢ちゃんの妹「ナナちゃん」が活躍するパチンコ機のシリーズ名。
CRフィーバースーパーナインJXとCRフィーバースーパーナインSXの2機種がある。

## 概要
液晶型のデジパチ。9分割された画面に8ライン方式を採用しているフィーバーパワフルのシリーズ機として登場したのが本機である。夢夢ちゃんの妹「ナナちゃん」が初めて登場した機種でもある。リーチアクションなどの演出は、夢夢ちゃんに代わってナナちゃんが活躍する。

確変搭載機種である本機は、確変突入率と継続率がそれぞれ1/2で、5回リミットの上限が設けられた機種である。このスペックは発売当時の基準のフルスペック機であった。様々な演出が盛り込まれた液晶は、リーチなどの演出用のものであり、メインデジタルは盤面右下にある。このメインデジタルに「333」が揃うと通常大当たりで、「FFF」が揃うと確変大当たりとなる仕組みである。大当たりとなるのは、この2パターンしかないので、確変突入率と継続率はどちらも1/2となる。このメインデジタルが別にあるというシステムは先代のフィーバービッグパワフル譲りで、液晶上のデジタルが停止するよりも先にメインデジタルが停止し、アタッカーが先に開く挙動も受け継がれている。液晶上では、7が1ライン揃えば通常大当たりで、7が2ライン以上、もしくはオールフルーツが揃えば確変大当たりとなる。従来のパワフルシリーズからの最大の変更点は、デジタルの停止パターンである。具体的には、7のリーチの組み合わせは、9通りしか存在しない点である。また、オールフルーツの組み合わせパターンは全部で4通りしかない。シリーズ伝統のオールセブンは本機では存在しない。

シリーズ初となる大当たり前兆機能を搭載している。デジタル回転開始時にナナちゃんが登場し、大当たりの期待が高いことを知らせてくれるもので、前兆の起点となった保留玉まで連続発生する。登場時のセリフによって、期待できる大当たり図柄が判別できるようになっている。この演出が連続発生している時に2種類のセリフが複合することがあるが、その組み合わせによって信頼度が変化するということはなく、最後の回転時のセリフに対応したリーチがかかる仕様となっている。

本機の主役であるナナちゃんの詳細は以下である。

- 身長　145.3cm
- 体重　ヒ•ミ•ツ
- スリーサイズ　ヒ•ミ•ツ
- 特技　バトン（バトン部所属）
- 好きな食べ物　フルーツ（特にブドウ•イチゴ）
- 宝物　ナナちゃんスティック
- 家族　夢夢ちゃん（姉）
- ボーイフレンド　ドラム君•ピストル大名
—『パチンコ必勝ガイド 1998 9•6号』p43

同時期に発売されたシリーズ機として、同社から1998年に発売されたフィーバーマジカル夢夢ちゃんとフィーバーきらきらナナちゃんがある。

## スペック
- CRフィーバースーパーナインJX
  - 賞球数 6&15
  - 大当たり最高継続 16R
  - 大当たり確率 1/359
  - 確変中大当たり確率　1/59.8
  - 確変突入率　1/2
  - 確変期間　次回大当たりまで継続　5回リミッター
- CRフィーバースーパーナインSX
  - 賞球数 5&13
  - 大当たり最高継続 16R
  - 大当たり確率 1/315

## 図柄
- 液晶図柄
  - 7
  - イチゴ
  - チェリー
  - プラム
  - オレンジ
  - ブドウ
  - バナナ
  - モモ
  - リンゴ
  - レモン
  - メロン
  - スイカ
  - CHANCE
- デジタル図柄
  - 0
  - 1
  - 2
  - 3
  - 4
  - 5
  - 6
  - 7
  - 8
  - 9
  - F
  - A
  - P
  - L

## 演出
リーチアクションはノーマルリーチを含め3種類ある。最も頻繁に出現するのがノーマルリーチで、アクションは大当たり図柄の付近だけゆっくりスクロールする。7のリーチなら3周目、オールフルーツなら4•5周目と大当たりする箇所が決まっており、最大でもその1コマ先までしか進まない。周回を重ねる毎に効果音が変化するのが特徴である。リーチ発生直後に画面左からナナちゃんが登場し、そのまま画面右端まで歩いていき、ジャンプして変身に成功すれば「パワフルビームリーチ」に移行する。このリーチアクションは、ナナちゃんが魔法のスティックから発射されるハート型のビームで大当たりを狙い撃ってくれる。変身に失敗する割合も高く、その際はナナちゃんが着地に失敗して尻モチをつくと同時にデジタルもハズレで停止する。他には、大当たり図柄のテンパイではなく全出目に「CHANCE」と書かれた図柄が停止した場合に発生する「パワフルマジックリーチ」がある。このリーチアクションは、ナナちゃんが画面上から登場し、「スーパーウルトラめちゃくちゃラッキーチャンス」と叫ぶ。その後、星の雨が降れば、オールフルーツでの大当たりが確定する。ナナちゃんが登場してから大きな流れ星が1個飛来し、ナナちゃんの頭に命中するパターンはハズレ演出となる。

「ナナちゃんコール」という前兆アクションがある。これは、デジタル回転開始直後にナナちゃんが登場し、大当たりの期待度が高いことを知らせてくれるもので、登場時のセリフによって大当たり図柄も判別できるようになっている。ナナちゃんのセリフが「こりゃあやしいぞ！」の場合は「7」の大当たりの予告となり、「あつい！あつい！」の場合はオールフルーツを予告するものである。リーチに発展しないこともあるが、発展した場合の信頼度は非常に高い。このアクションは単発の「ガセ」はなく、発生時に保留がある場合は必ず連続する。

小当たりの仕様は通常時と確変中で異なる。小当たり確率が通常時は3/11のところ確変時は10/11までアップする。小デジタルの回転時間も通常時は約29.2秒のところ確変時は約5.1秒まで短縮される。小当たり当選時の電チューは通常時であれば約0.2秒の開放を1回行うが、確変時であれば約1.2秒の開放を2回行う。電チューは横に大きく開き、最大仰角は156°なので玉の拾いは良好である。本機は、小当たり性能と電チューが優秀で、確変中は止め打ちによる玉増やしが狙える。

## コンシューマ移植
- SANKYO FEVER実機シミュレーションS Vol.3(セガサターン用)
  - 『SANKYO FEVER実機シミュレーションS Vol.3』(セガサターン用、ティー・イー・エヌ研究所、1998年11月26日発売、T-32105G、JAN-4997940210063)にCRフィーバースーパーナインJXが収録。

## サウンドトラック
- 『SANKYO FEVER SOUNDS ザ・パチンコ・ミュージック・フロム・SANKYO 6』 キングレコード、1998年8月21日。KICA-1214。
  - BGMが収録されている。